# Megan Wants a Millionaire
Megan Wants a Millionaire és un reality show de televisió emès a VH1 en el qual l'antiga competidora del programa Rock of Love Megan Hauserman fa que desset hòmens fadrins competisquen pel seu amor.
Després del programa es va estendre el rumor que VH1 anunciaria la creació d'un altre espectacle protagonitzat per Megan Hauserman, encara que potser no seguiria el mateix format de cites que Megan Wants a Millionaire. El programa, com Megan Wants a Millionaire, seria "sense guió". VH1 tot seguit ho va negar.
Juntament amb Ryan Jenkins, Joe Pascolla va estar també a I Love Money 3. Del qual va escriure que va ser eliminat en el tercer episodi de la sèrie el 4 de juliol de 2009. Cisco, Punisher (Sharay Hayes), Alex Netto i Garth McKeown va aparèixer en la quarta temporada de I Love Money. Cisco va desvelar en Twitter que ell, Punisher, Ryan Jenkins, i T.J. Diab eren els quatre finalistes del programa. Amb ell quedant en quarta posició, Ryan rebent la tercera, Punisher sent subcampió, i T.J. convertint-se en el guanyador.